# Ivie Okujaye
Ivie Okujaye (sinh ngày 16 tháng 5 năm 1987) là tên của một ca sĩ, nhà sản xuất phim, biên kịch, vũ công, diễn viên và là một nhà hoạt động. Năm 2009, bà tham gia và là người thắng cuộc trong chương trình truyền hình thực tế Amstel Malta Box Office (AMBO). Thi thoảng, người ta gọi bà là little Genevieve (Genevieve nhỏ) vì bà giống với nữ diễn viên Genevieve Nnaji. Tại buổi lễ trao buổi lễ trao giải của học viên điện ảnh châu Phi lần thứ 8, bà nhận được giải diễn viên trẻ xuất sắc nhất.

## Lí lịch
Bà sinh ra ở thành phố Benin ở bang Edo. Cha bà là người ở bang Delta và mẹ bà là người ở bang Edo. Bà là người con út của một gia đình 7 người. Bà nói rằng cha mẹ bà muốn bà vào ngành y bởi vì trong gia đình bà thì có một vài thành viên ở trong ngành này. Năm bà 10 tuổi, bà không ở Benin nữa mà chuyển đến thành phố Abuja. Bà học tiểu học ở trường tư thục nữ tông đồ Our Ladies (tiếng Anh: Our Ladies of Apostle Private School). Tiếp đến bà vào trường trung học Queen's College, Lagos rồi sau đó vào trường đại học Abuja để học kinh tế.

## Sự nghiệp
Bà đã biểu diễn trên sân khấu trước khi vào Nollywood (nền công nghiệp điện ảnh của Nigeria). Theo lời Ivie Okujaye, sự nghiệp diễn xuất của bà bắt đầu sau khi nổi bật trong chương trình truyền hình thực tế Amstel Malta Box Office rồi lại xuất hiện và gây ấn tượng trong bộ phim Alero Symphony.

## Giải thưởng
Năm 2012 và năm 2013, bà lần lượt nhận được giải diễn viên trẻ xuất sắc nhất tại lễ trao giải của học viện điện ảnh châu Phi và giải người tiên phong tại lễ trao giải phép màu châu Phi do khán giả bình chọn (tiếng Anh: Africa Magic Viewers Choice Awards).

## Phim ảnh
| Năm  | Tên phim                | Vai diễn    | Ghi chú               |
| ---- | ----------------------- | ----------- | --------------------- |
| 2015 | Hotel Majestic          | Alero/Ivie  |                       |
| TBA  | 7 Inch Curve            |             |                       |
| 2014 | Make a Move             | Osas        |                       |
| 2014 | Dowry                   |             | Cùng với OC Ukeje     |
| 2014 | "Burning Bridges"       |             |                       |
| 2014 | The Black Silhouette    |             | Trong phần giới thiệu |
| 2013 | The Volunteers          |             |                       |
| 2013 | How She left my Brother |             | Tập 7                 |
| 2013 | Kamara's Tree           | Vero Kamara |                       |
| 2011 | Alero's Symphony        |             |                       |